# Garcinia plena
Garcinia plena är en tvåhjärtbladig växtart som beskrevs av William Grant Craib. Garcinia plena ingår i släktet Garcinia och familjen Clusiaceae. Inga underarter finns listade i Catalogue of Life.